# Labor Day (película)
Labor Day —titulada en Hispanoamérica como Aires de esperanza y en España como Una vida en tres días— es una película dramática estadounidense basada en la novela homónima de Joyce Maynard. Está dirigida por Jason Reitman y protagonizada por Kate Winslet y Josh Brolin. Coproducida por Paramount Pictures e Indian Paintbrush, la película fue estrenada el 29 de agosto de 2013 en el Festival de Cine de Telluride, y en los cines estadounidenses el 27 de diciembre de 2013.

## Argumento
Durante las festividades del Día del Trabajo de 1987, Adele Wheeler (Kate Winslet) es una madre abandonada por su marido y con un trastorno depresivo severo, que vive en una casa rural junto a su hijo llamado Henry (Gattlin Griffith). Mientras están de compras en la tienda, un hombre ensangrentado se le acerca a Henry y le pide asilo en su casa por una noche. Adele acepta, por temor a que el hombre le hiciera daño a su hijo. El hombre resulta ser Frank Chambers (Josh Brolin), un convicto que es buscado por la policía tras fugarse de la cárcel. A través de flashbacks se revela que Frank es un veterano de la Guerra de Vietnam que regresó a Estados Unidos y se casó con su novia, Mandy (Maika Monroe), quien dio a luz tras su regreso. Tiempo después de nacer el bebé, se puede ver que Frank y Mandy estaban muy desencontrados, ya que ella no demostraba mayor interés en él y el bebé. Una noche cuando Mandy vuelve a casa tienen una discusión en la que ella, burlándose, deja entrever que Frank no es el padre. Durante la pelea, Frank abofetea fuertemente a su esposa y ésta se golpea en la cabeza accidentalmente con el radiador, muriendo rápidamente. Obcecado por la discusión, Frank olvida que su hijo estaba en la bañera y llega demasiado tarde. Frank es condenado a 18 años de prisión por el asesinato de Mandy y la muerte de su hijo. 
Durante el fin de semana Adele y Frank se reparan mutuamente sus dolores y se enamoran. Para intentar seguir juntos, comienzan a planear un escape a Canadá. Mientras tanto, Henry se siente atraído por una chica de su escuela, quien resulta ser una solitaria niña descuidada por sus padres, llamada Eleanor (Brighid Fleming). Ella lo invita a creer que a Henry también lo abandonarán tal como lo hicieron con ella. Henry, confundido, se convence de que Adele y Frank serán capaces de irse sin él y, en la confusión y el estupor de imaginar a Adele yéndose, involuntariamente revela quién es el amante de su madre a Eleanor. De ahí en más, sucede una cadena de acontecimientos que hacen muy difícil el escape de la familia. Un policía empieza a detectar que algo anda mal al ver a Henry muy temprano vagando por las calles y sin ir al primer día de escuela; la vecina invasiva de Adele sorprende a Frank embalando cajas en su casa, mientras Adele visiblemente nerviosa retiraba todos sus ahorros del banco y el padre de Henry encuentra una carta que le deja su hijo a modo de despedida.
Antes que Adele, Frank y Henry huyan, la policía aparece y lo arresta sólo a él, pues Frank para protegerlos, simula haberlos secuestrado, amarrándolos dentro de la casa. A Frank lo condenan a 10 años más por intento de fuga y a 15 años por secuestro. Muchos años después, un muy crecido Henry (Tobey Maguire) se ha convertido en un exitoso panadero y es contactado por Frank, quien está a punto de cumplir su condena. Henry le cuenta que su madre es fácil de encontrar. Tras abandonar la prisión, Adele fue en la busca de Frank, para encaminarse a la casa donde vivieron su historia de amor.

## Reparto
- Kate Winslet como Adele Wheeler.
- Josh Brolin como Frank Chambers.
- Gattlin Griffith como Henry Wheeler.
- Dylan Minnette como Henry Wheeler.
- Tobey Maguire como Henry Wheeler (adulto).
- Clark Gregg como Gerald.
- J.K. Simmons
- Brooke Smith
- James Van Der Beek como Oficial Treadwell.
- Maika Monroe como Mandy.
- Alexie Gilmore como Marjorie.

## Producción
El rodaje de la película comenzó el 13 de junio de 2012 en Massachusetts. Entre los lugares donde se rodó la cinta están Sutton, Shelburne, Acton, Mansfield, Natick, Medfield y Medway.